# Maghreb
Al-Maghreb (eller Al-Maghrib) betyder på arabisk "solnedgang", der også kan forstås som: vest. I 700-tallet brugte arabiske erobrere betegnelsen om Nordvestafrika: vore dages Tunesien, Algeriet, Libyen, Marokko, Vestsahara og Mauretanien. Maghrib er også den muslimske solnedgangsbøn, mens el-Maghreb el-araby "det vestlige Arabien" bruges om regionen, mens el-Mashriq el-araby betyder Libanon, Syrien og Irak. 
Områdets oprindelige befolkning, berberne, kalder sig Tamazgha.

## Historie
De franske kolonister erobrede området i 1800-tallet og delte det i tre: Byen Tunis og dens opland, byen Algier med opland og Maroc – afledt af ordet Maghreb. Maroc blev senere delt mellem Frankrig og Spanien; Spanien fik den sydlige del (nu Vestsahara), mens den nordlige del Marokko gik til Frankrig. I dag kalder mange den franske del for Al-Maghreb, mens Algeriet hedder Al-Jaza'ir og Tunesien Tounis.
I 2007 påbegyndtes et stort motorvejsprojekt. Vejen krydser de fire Maghreb-lande Marokko, Algeriet, Tunesien og Libyen. Motorvejen bliver tresporet og strækker sig over 3.200 kilometer.
Algeriet er længst fremme. Her bygger tre konsortier 1.200 kilometer motorvej.

## Økonomi

### Landene efter GDP (PPP)
| Nr. | Land        | GDP (PPP) $M |
| --- | ----------- | ------------ |
| 23  | Libyen      | 90,840       |
| 47  | Algeriet    | 233,098      |
| 57  | Marokko     | 136,728      |
| 71  | Tunesien    | 82,226       |
| 146 | Mauretanien | 6,221        |

| Nr. | Land        | GDP (PPP) $M |
| --- | ----------- | ------------ |
| 23  | Libyen      | 90,840       |
| 40  | Algeriet    | 285,591      |
| 56  | Marokko     | 146,383      |
| 70  | Tunesien    | 86,427       |
| 144 | Mauretanien | 6,021        |

| Nr. | Land        | GDP (PPP) $M |
| --- | ----------- | ------------ |
| 21  | Libyen      | 90,840       |
| 44  | Algeriet    | 244,300      |
| 57  | Marokko     | 145,200      |
| 71  | Tunesien    | 83,550       |
| 148 | Mauretanien | 6,494        |

## Personligheder fra Maghreb
- Abd el-Krim: leder af modstanden mod den franske besættelse.
- Augustin af Aleppo: kirkefader.
- Pave Gelasius 1.
- Ibn Battuta: opdagelsesrejsende.
- Juba 1.: konge af Numidien.
- Juba 2.: konge af Mauretanien (søn af Juba 1.).
- Lalla Fatma N'Soumer: leder af kampen mod den franske erobring.
- Zinedine Zidane: fodboldspiller.